# عيم
العَيَم (مفردها عِيمِي، من اللفظة العربية عَجَم، اسم جنس يطلق على غير العرب وتُطلق على الفُرس خاصة)؛ هم المواطنون الكويتيون ذو الأصول الإيرانية.
العيم ينحدرون من مجموعة متنوعة من المجموعات العرقية في إيران، بما في ذلك فرس، الأذربيجانيون، والعرب.
بعض من ينتسبون مجتمعيًا إلى العيم هم عرب أساسًا، مثل عائلة الموسوي التي تتفرع منها عائلات عدة مثل الكاظمي والأميري والمهري، إلا أنهم ولبعض الظروف كانوا قد هاجروا إلى بلاد فارس في أيام الدولة العباسية، ثم عادوا إلى الخليج العربي والكويت تحديدًا، فنسبهم من لا يعرفهم إلى الفرس، وأخذوا يطلقون عليهم اسم العيم.

## التسمية
كلمة عيم تأتي من الكلمة العربية عَجَم، التي تعني غير العرب وتُطلق على الفُرس مجازًا. يكثر في لهجة حضر الكويت تحويل الجيم ياءً (على السبيل المثال، تُحوَّل كلمة مسجد إلى مسيد)، ومنها تحويل عجم إلى عيم.

## التاريخ
هاجرت بعض عوائل العيم إلى الكويت في القرن الثامن عشر.، العديد من العوائل من ضمنها عائلات معرفي والمزيدي وحيات والوزان هاجرت إلى الكويت في منتصف القرن الثامن عشر.

### الكويت قبل النفط
في الحقبة التاريخية السابقة لاكتشاف النفط، كانت الموانئ الفارسية تلبّي أغلبَ احتياجات الكويت الاقتصادية. ويُعتبَر بهبهاني من أوائل التجّار الذين استقرّوا في الكويت في القرن الثامن عشر.
حتى خمسينيات القرن ال20، كان معظم العيم سواء من أهل السنّة أو الشيعة يقطنون في حي الشرق التاريخي في مدينة الكويت القديمة، ما أدّى إلى تشكُّل منطقة لغوية حافظت على اللغة الفارسية الكويتية عبر الأجيال. وكانوا يتخاطبون بالفارسية فيما بينهم، ولا يختلطون كثيرًا بالناطقين بالعربية، إلى أن بدأت عملية التصنيع والنمو العمراني بعد ظهور النفط، فتوزّع الناس إلى الضواحي، وانتهت بذلك المنطقة اللغوية المغلقة.
في تلك الحقبة، أدخل العيم العديد من المستحدثات إلى المجتمع الكويتي، منها:
- بناء أوّل فندق في مدينة الكويت على يد يوسف بهبهاني.
- أول هاتف جُلب إلى الكويت كان على يد محمد معرفي.
- أول وكالة إذاعية أُسِّسَت في الكويت كانت على يد محمد معرفي عام 1935.
- أول ثلّاجة وُرِّدَت إلى الكويت كانت على يد محمد معرفي عام 1934.

مراد بهبهاني كان أول من أدخل التلفزيون رسميًّا إلى الكويت، وقد أسّس تلفزيون الكويت قبل أن تُؤمِّمه الدولة.

### جزيرة فيلكا
تعود أصول غالبية الكويتيين من سكّان جزيرة فيلكا إلى العرق الإيراني. وقد هاجر أسلافهم إلى الجزيرة من السواحل الإيرانية، وخصوصًا من جزيرة خارك ومدينة بندر لنجة. وتُعرَف هذه الفئة من الناس في دول مجلس التعاون الخليجي باسم الحُوالة. وهم في الغالب من المسلمين السنّة ويتحدّثون اللغة العربية بطلاقة، مع العلم أنّهم كانوا يُجيدون الفارسية أيضًا قبل اكتشاف النفط.
ومن أبرز المستوطنات الحُوالية في جزيرة فيلكا تلك التي ضمّت أربعين عائلة هاجرت من جزيرة خارك إلى فيلكا بين عامى 1841 و1842. أمّا أحدث موجة استيطان، فقد وقعت في أوائل ثلاثينيات القرن ال20، وقد عُرف عن الأجيال الأقدم منهم تمكُّنهم من اللغة العربية، بخلاف شيعة الكويت الفرس القاطنين في مدينة الكويت آنذاك.

### العصر الحديث
في خمسينيات القرن ال20، قام نحو 40 إلى 50 ألفًا من الجيل الأقدم من المهاجرين الفُرس إلى نيل الجنسية الكويتية للحفاظ على نفوذهم الاقتصادي في البلاد. وقد حافظت عائلتا بهبهاني ومعرفي على حضور اقتصادي وسياسي كبير. ولا يزال بعض أفراد هذا المجتمع بدون جنسية حتى يومنا هذا. وعلى الرغم من أن المواطنين الكويتيين في العصر الحاضر يتمتّعون بتنوّعٍ يشمل العرب والعيم.

## التوزع الجغرافي
تسكن غالبية العيم في مناطق مدينة الكويت وضواحيها أمثال مناطق الرميثية والدسمة والدعية والجابرية وبنيد القار.

## الثقافة
يُعَدُّ العيم جزءًا أساسيًّا من النسيج الاجتماعي والثقافي الكويتي، وقد ساهموا في تشكيله منذ بدايات تأسيس الدولة الحديثة. وكان عددٌ كبير من تجّار الكويت المؤسِّسين من أصول فارسية. وفي العقود اللاحقة، شارك العيم في تأسيس الحركة المسرحية، كما كان لهم دورٌ بارز في القطاعَيْن المالي والتجاري، فضلًا عن العمل في المجال الخيري والتعليمي. ومن الأمثلة البارزة على ذلك:
أسّس التاجر مراد يوسف بهبهاني عددًا من المدارس والجمعيات الخيرية، وكان له إسهام مباشر في بناء مستشفى الصباح.
تبرّع التاجر محمد ثنيان الغانم من أصل فارسي بالأرض التي شُيِّد عليها مستشفى الولادة. وكان اللباس التقليدي للنساء العيميات يشبه إلى حدٍّ كبير ما كانت ترتديه النساء في جنوب إيران، ويتميّز بالقماش الملوّن والتطريزات الزخرفية. أمّا الرجال العيم فقد حافظوا على زيّهم الكويتي، لكن بعضهم كان يرتدي الدشداشة الإيرانية ذات الياقة العالية، لا سيّما في المناسبات الدينية. وعُرِفَ عن مجتمع العيم إحياءُ مواكب العزاء الحسيني، خصوصًا خلال شهري محرم وصفر، وقد تطوّرت هذه المواكب لتصبح جزءًا من التراث الديني الشيعي في الكويت.
وفي ما يتعلّق بالمطبخ، أدخل العيم عددًا من الأطباق الفارسية إلى المائدة الكويتية، من أبرزها:
- المجبوس الإيراني.
- الشيرازيّة.
- الماش والتمن (أي الأرز مع العدس الأخضر).
- الهريس الفارسي.
- الزلابية.
- اللقيمات بالفستق الحلبي.
- الشربت الأحمر في المناسبات الدينية.

كما أنّ عددًا كبيرًا من الكلمات الفارسية دخلت إلى اللهجة الكويتية العاميّة، منها:
- جوتي (أي الحذاء).
- چاي (الشاي).
- قفه (السَّلّة).
- چرك (نوع من الخبز).
- دقمه (الزر).
- طرمبة (مضخّة الماء).
- قزّ (الشرشف).
- ترمس (إناء حفظ السخونة).
- دلال (من دلالي، أي الوسيط التجاري).[19]

### الديانة

تُعد حسينية معرفي من أوائل الحسينيات في الكويت، حيث تأسست عام 1905، وقد كانت القراءة فيها بداية باللغة الفارسية.

غالبية العيم من المسلمين الشيعة، مع وجود أقليات سنية. يشكّل الكويتيون الشيعة من أصول إيرانية أغلبية المواطنين الشيعة في الكويت، وتتميّز هذه الفئة بعادات ومعتقدات وشعائر مذهبية خاصة، يتجلّى ذلك في الفروق الملموسة بين قبور العام والشيعة في المقبرة الوطنية بالكويت، وكذلك في طبيعة المجالس الحسينية والاحتفالات الدينية.
ورغم الغلبة الشيعية بين العيم، إلا أنّ عددًا كبيرًا من الكويتيين من أصول إيرانية ينتمون إلى المذهب السُّنّي، ومن أبرز العائلات السنية العيمية:
- عائلة الكندري
- عائلة العوضي

وهاتان العائلتان من أصول لارستانية فارسية، وينتميان إلى فرع من الفُرس يُعرف بـ الأشاعرة (أشومي). وترتبط هذه العائلات بعلاقات عابرة للحدود مع عائلات عيمية سُنية أخرى في البحرين والإمارات العربية المتحدة، لا سيما في دبي.
كما تنتمي بعض العائلات العيمية إلى قومية البلوش، وهم من المسلمين العام والشيعة، وقد هاجروا إلى الكويت في القرن التاسع عشر. وفي حقبة ما قبل النفط، كانت كلمة "عيم" تشمل جميع الكويتيين من أصول إيرانية، سواء كانوا عامً أم شيعة.

### اللغة
يتحدث العيم أحد أفرع لهجة الحضر المُتفرِّعة من اللهجة الكويتية، وتتميز ببعض الكلمات والتعابير غير المُستخدمة في لهجات الكويت الأخرى مثل «جون» و«كربون» التين تُقالا للأطفال الصغار، وتعبير «خو» لإبداء التعجب. بالإضافة للغة العربية، غالبية كبار السن من العيم يتحدثون باللغة الفارسية. تُعدّ اللغة الفارسية الكويتية مزيجًا من لهجات فارسية متنوّعة، ومن لغة الأشومي، وهي لغة فرعية كانت تُتداول في الكويت منذ أجيال. وقد انتقلت هذه اللغة شفهيًّا عبر الأجيال المتعاقبة، خصوصًا في حي شرق التاريخي في مدينة الكويت. ومن الأمثلة البارزة على حضور هذه اللغة، حسينية معرفي، التي تُعدّ من أقدم الحسينيات في الكويت، إذ تأسّست عام 1905، وكانت القراءة فيها تُؤدى بالفارسية في بداياتها.

### الرياضة
يشتهر النادي العربي الرياضي بكثرة مشجعيه من العيم و العرب.

### القدو

امرأة فارسية قاجارية تُدخِّن القدو.

الـقدو (تُنطق گِدُو) هو أحد أساليب التدخين المشابهة للشيشة، إلا أنه لا يُضاف له المعسل، وتكون قاعدتها من الفخار لا الزجاج. ينتشر القدو في بيوت العيم، والجدير بالذكر أن القدو لم يكن محصورًا على العيم، حيث كان يُدخَّن بجانب الشيشة منذ أيام الكويت القديمة.
وفي التسعينيات وأوائل الألفية الثانية، أصدرت شركة التسجيلات الكويتية النظائر عددًا من الألبومات الغنائية باللغة الفارسية الكويتية، وكان بعضها يُؤدَّى بأصوات مقرئين ومنشدين عيميين. ومن اللافت أنّ بعض الفنانين الكويتيين من غير أصول عيمية غنّوا أيضًا باللهجة الفارسية الكويتية، ومنهم فرقة ميامي الكويتية، التي قدّمت أعمالًا تمزج بين الموسيقى الخليجية والنغمات الفارسية.
== الفن الشعبي == 

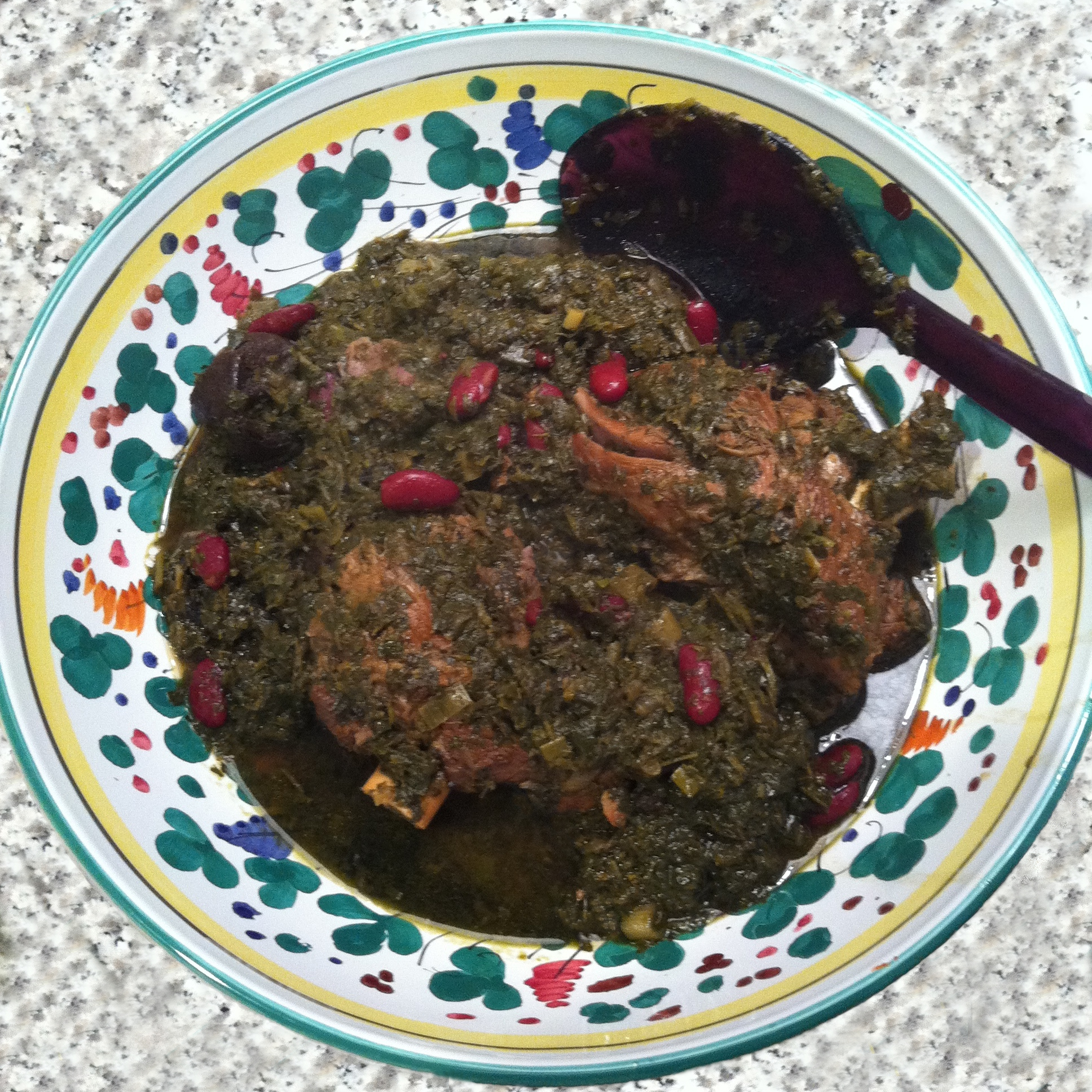
المرق السبزي هو وجبة شائعة في منازل العائلات العجمية الكويتية.

 يتميّز العيم في الكويت بإرثٍ موسيقيٍّ وشعبيٍّ خاصّ، يمزج بين التقاليد الفارسية والخليجية، لا سيّما في أنماط الإنشاد والمقامات والأهازيج. ومن الآلات الشعبية التي ارتبطت بهم: الهَبّان: وهي آلة نفخ تُشبه القربة، تُستخدم في المناطق الساحلية من الخليج وجنوب إيران، وتُعدّ من أبرز أدوات الموسيقى لدى العيم. الناي والدف: وتُستخدم في المناسبات الدينية، خاصة في المجالس الحسينية والمواكب العزائية.
=== الموسيقى === يُعرف العيم في الكويت باستخدامهم لآلة الحَبّان، وهي نوع من القِرْبَة الموسيقية (الزَمَّارة) تُستعمل في جنوب إيران والمناطق الساحلية من الخليج الفارسي. وخلال التسعينيات وأوائل الألفية، أصدرت شركة الإنتاج الموسيقي النظائر ألبومات غنائية بلهجة الفارسية الكويتية. كما غنّى بعض الفنانين الكويتيين من غير العيم بهذه اللهجة، ومنهم فرقة ميامي (فرقة ميامي الكويتية).

## شخصيات بارزة
- أحمد موسى ميرزا، لاعب كرة قدم
- عباس المهري، عالم ديني
- علي مقصيد، لاعب كرة قدم
- عبد الحسين عبد الرضا، ممثل
- عبد الغفور حاجية، اقتصادي وسياسي
- أحمد لاري، سياسي
- عبد الحميد دشتي، محامٍ وسياسي
- عباس قلي، رياضي أولمبي
- أحمد عبد الغفور، لاعب كرة قدم
- عدنان زاهد عبد الصمد، سياسي
- علي الإحقاقي، عالم ديني
- علي عبد الرضا، لاعب كرة قدم
- أحمد جوهر، ممثل
- عبد الله البلوشي، لاعب كرة قدم
- عبد العزيز البلوشي، لاعب كرة قدم
- بشار الشطي، مغنٍ وكاتب أغانٍ من برنامج ستار أكاديمي
- داوود معرفي، اقتصادي وسياسي
- إيما شاه، مغنية
- غدير أسيري، سياسية
- حليمة بولند، مذيعة وفنانة
- حسن جوهر، سياسي
- حسين الموسوي، لاعب كرة قدم
- حامد صادق، عداء
- حمد النقي، ناشط ومدوّن
- ابتهال الخطيب، أكاديمية علمانية
- جنان بوشهري، سياسية
- كاظم بهبهاني، اختصاصي مناعة، أستاذ جامعي متقاعد، ومسؤول سابق في منظمة الصحة العالمية
- لارا دشتي، رياضية أولمبية
- مهدي دشتي، لاعب كرة قدم محترف
- محمد الموسوي، رياضي أولمبي
- محمد أشكناني، لاعب كرة سلة محترف
- محمود دشتي، لاعب كرة قدم
- محمد مراد، مصوّر طبيعة حائز على جوائز[34]
- محمد كرم، لاعب كرة قدم
- محمد باقر المهري، آية الله
- مشاري البلام، ممثل
- محمد جراح، لاعب كرة قدم
- مي البلوشي، ممثلة
- نجيبة حيات، مصممة أحذية فاخرة
- ناصر أبو الرُطب، ناشط إلكتروني
- رولا دشتي، سياسية
- روان بن حسين، ممثلة ومغنية ومؤثرة في وسائل التواصل
- سليمان قبازرد، غواص
- سمير سعيد، لاعب كرة قدم
- سامي اللنقاوي، لاعب كرة قدم
- سارة أكبر، المؤسِّسة والرئيسة التنفيذية السابقة لشركة كويت إنرجي
- شهاب كنكوني، لاعب كرة قدم
- صالح عاشور، سياسي
- سارة بهبهاني، لاعبة تنس
- سامي اللنقاوي، لاعب كرة قدم
- سليمان عبد الغفور، لاعب كرة قدم
- ثريا البقصمي، فنانة وكاتبة معاصرة
- ياسر الحبيب، رجل دين
- زهرة مروان، فنانة وكاتبة حائزة على جوائز
- زيد أشكناني، سائق سباقات
- محمود بوشهري، ممثل إيراني مقيم في الكويت (من أم كويتية)

## معرض الصور

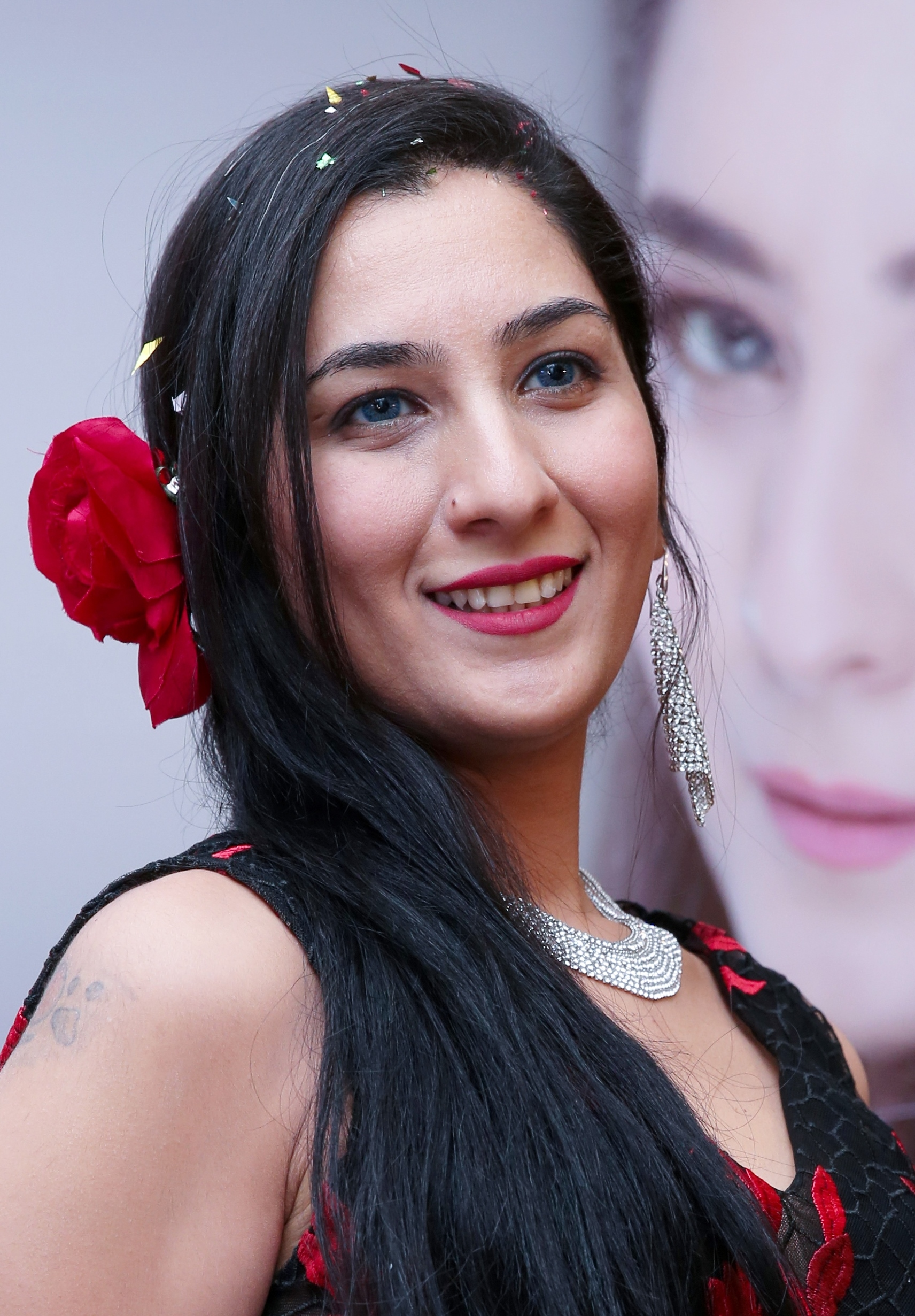
إيما شاه
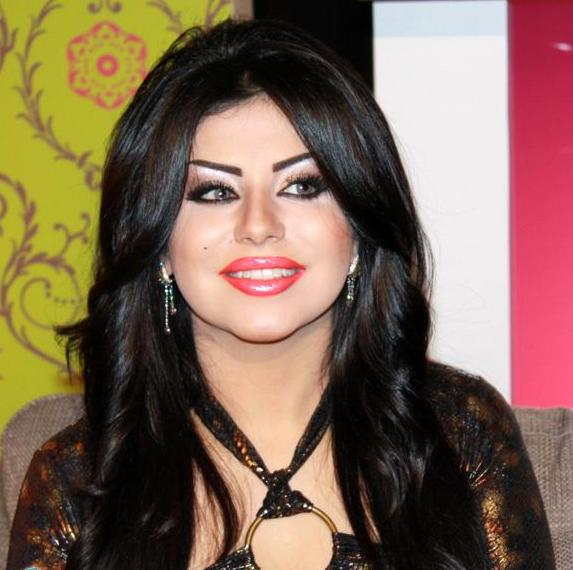
حليمة بولند
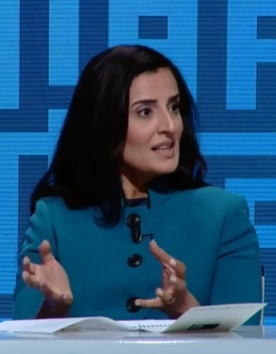
ابتهال الخطيب
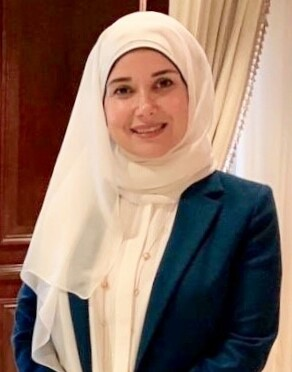
جنان بوشهري
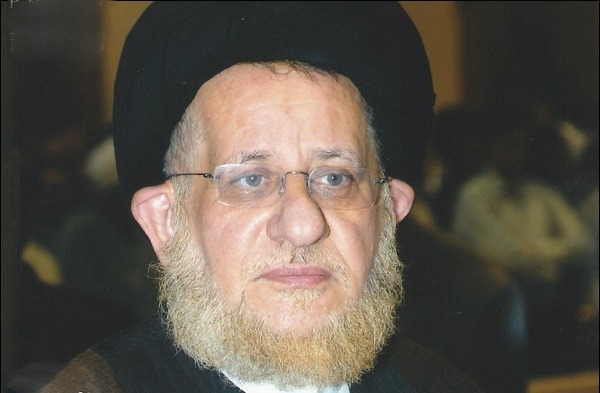
آية الله محمد باقر المهري
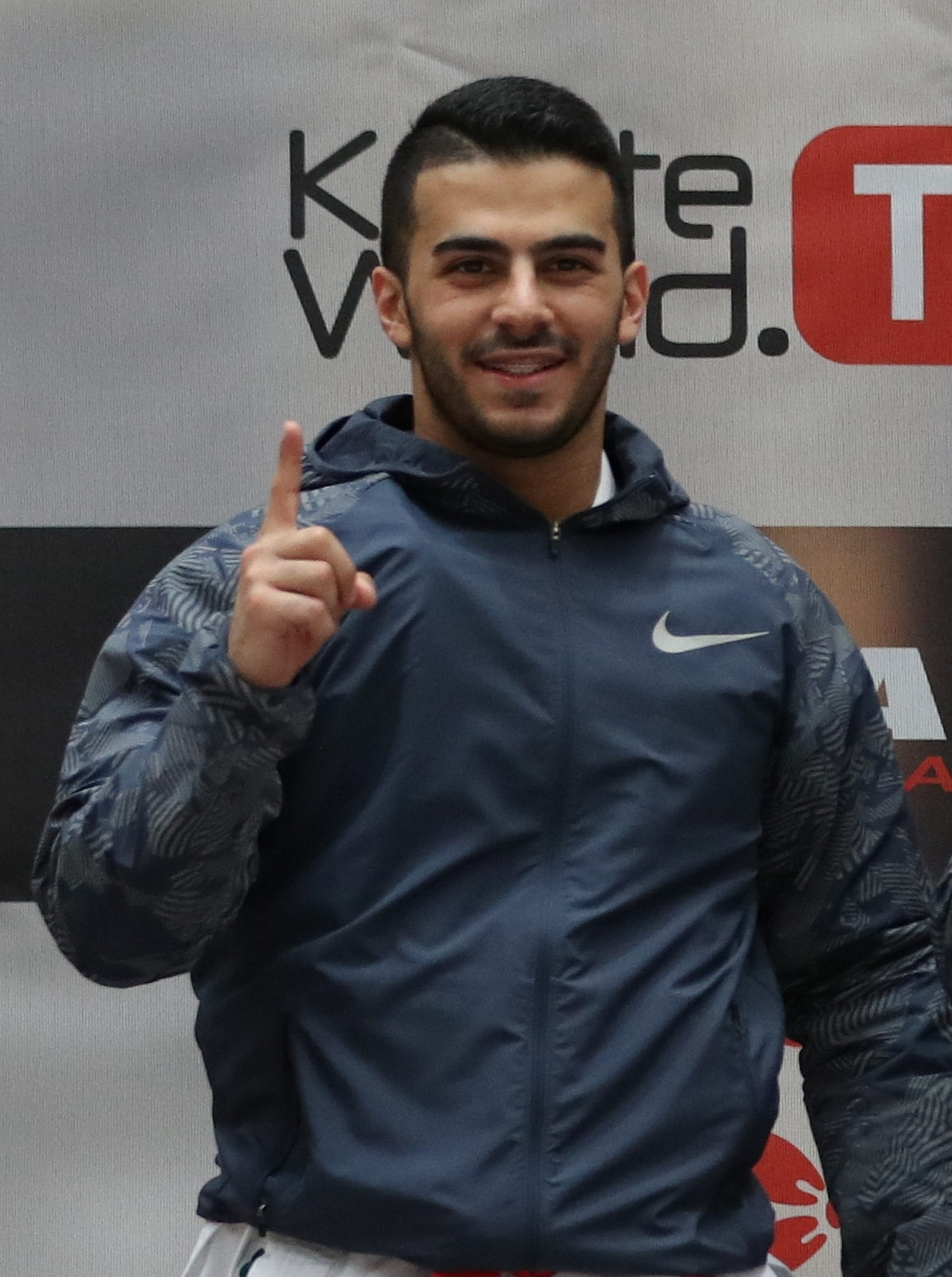
محمد الموسوي
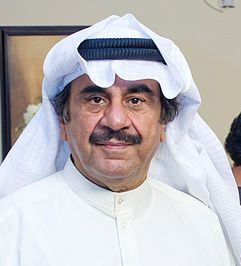
عبد الحسين عبد الرضا
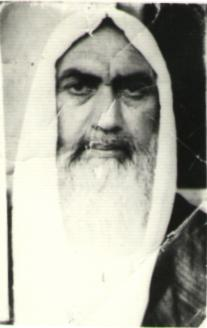
ميرزا علي موسى الإحقاقي
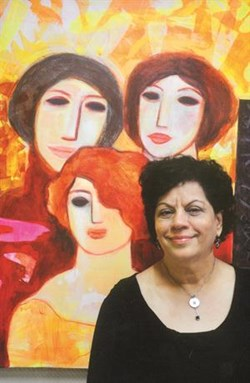
ثريا البقصمي
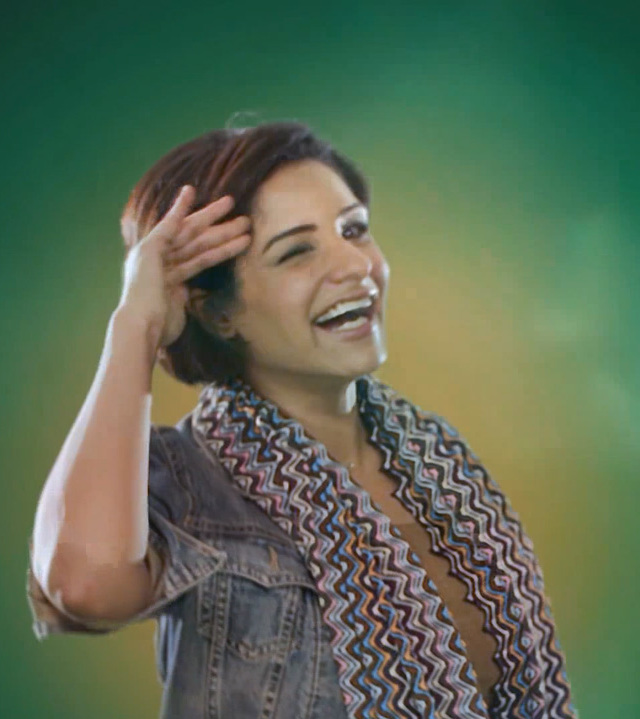
مرام البلوشي (أو: مرام البلوچي)
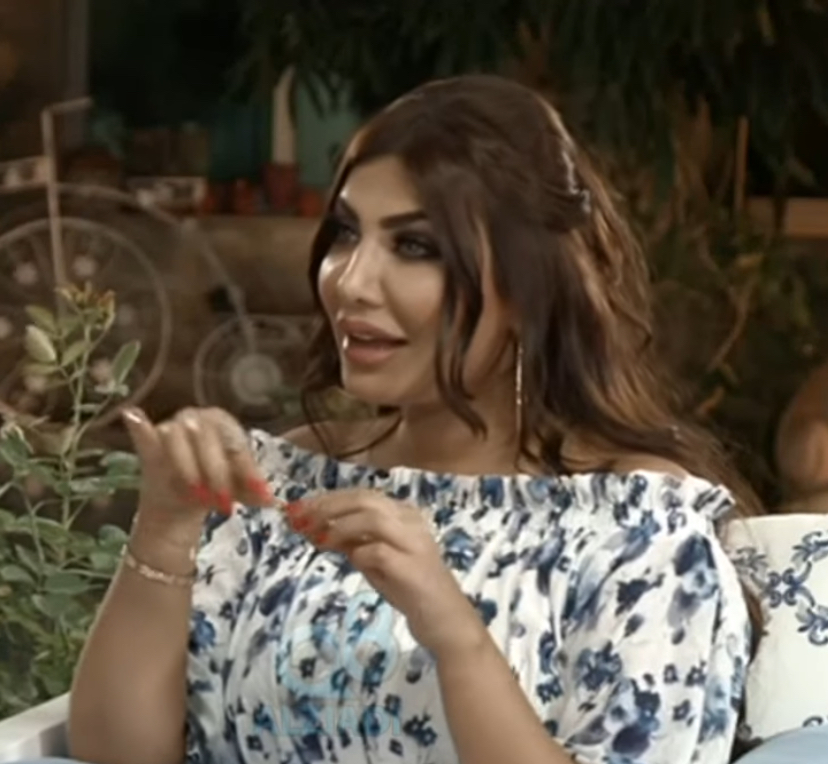
أمل العوضي
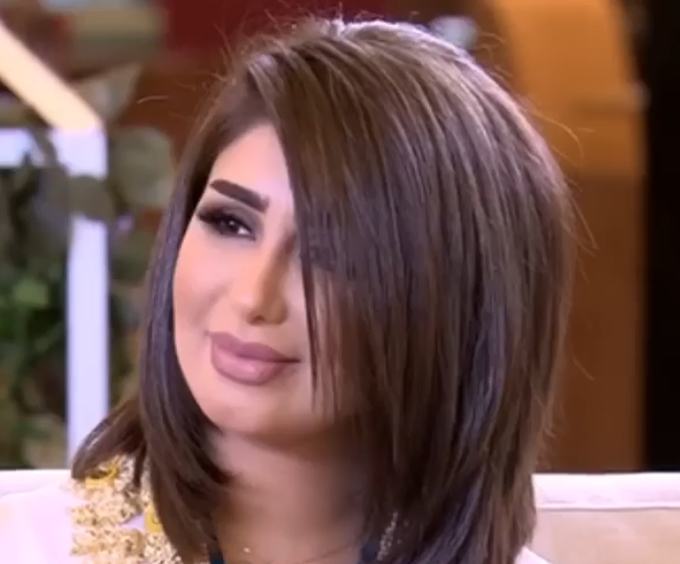
هنادي الكندري
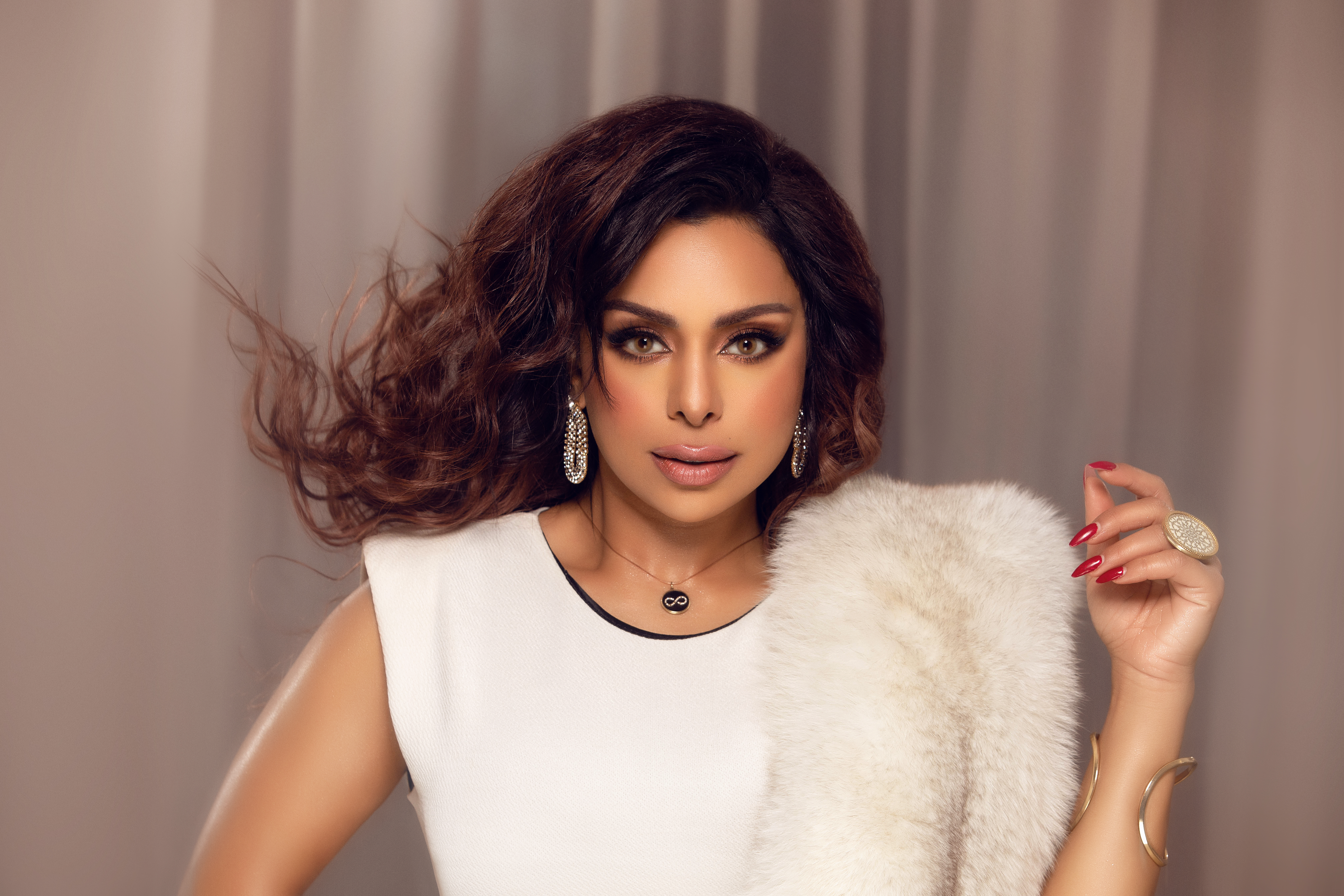
هند البلوشي

## روابط خارجية
- جعفر رجب. مقال للكاتب جعفر رجب يُعرض فيه العديد من النمطيات حول العيم.